# Musikjahr 1928
Liste der Musikjahre

◄◄ | ◄ | 1924 | 1925 | 1926 | 1927 | Musikjahr 1928 | 1929 | 1930 | 1931 | 1932 | ► | ►►

Weitere Ereignisse · Country-Musik
Dieser Artikel behandelt das Musikjahr 1928.

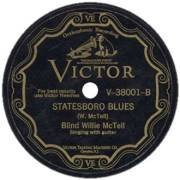
Blind Willie McTell – Statesboro Blues

## Ereignisse
- 02. April: Maurice Martenot lässt die Ondes Musicales, ein monophones elektronisches Musikinstrument, patentieren. Von den frühen Instrumenten der elektronischen Musik gilt es als dasjenige, das am weitesten Verbreitung gefunden hat.
- 27. April: Igor Strawinskys Ballett Apollon musagète wird in Washington uraufgeführt.
- 05. Mai: Die Komponisten Alban Berg und George Gershwin treffen sich zum ersten Mal in Wien.
- 00. Juni: Der Internationale Schubert-Wettbewerb 1928, gesponsert von der Columbia Graphophone Company anlässlich Franz Schuberts 100. Todestag, wird in Wien ausgetragen. Der erste Preis unter den insgesamt 513 eingereichten Beiträgen wird der 6. Sinfonie des schwedischen Komponisten Kurt Atterberg zugesprochen.
- 11. September: Leoš Janáčeks Streichquartett Nr. 2 Intime Briefe wird in Brünn uraufgeführt.
- 12. September: Anton Weberns Streichtrio Op. 20 wird in Siena uraufgeführt.
- 14. September: Carl Nielsens Klarinettenkonzert wird uraufgeführt.
- 17. Oktober: Blind Willie McTell nimmt sein Lied Statesboro Blues auf.
- 22. November: Maurice Ravels Boléro wird in Paris im Palais Garnier uraufgeführt.
- 27. November: Igor Strawinskys Ballett Le Baiser de la fée wird in Paris uraufgeführt.
- 02. Dezember: Arnold Schönbergs Variationen für Orchester werden in Berlin uraufgeführt.
- 29. Dezember: Pinetop Smith nimmt Pinetop’s Boogie Woogie in Chicago auf. Sie wird 1929 (dem Jahr von Smiths Tod) veröffentlicht und ist die erste erfolgreiche Boogie-Woogie-Aufnahme.
- Edward German wird für seine Verdienste um die Musik zum Ritter geschlagen.
- Maurice Ravel begibt sich auf eine Konzerttournee durch die USA, wo er George Gershwin trifft.
- Die Plattenkarriere von Tampa Red beginnt.
- Scrapper Blackwell macht seine ersten Aufnahmen für Vocalion Records.
- Leroy Carrs Plattenkarriere beginnt mit der Veröffentlichung von How Long, How Long Blues.
- Die ersten kommerziellen Aufnahmen von Cajun-Musik werden veröffentlicht.
- Das Detroit Symphony Orchestra gibt sein Debüt in der Carnegie Hall.
- Das US-amerikanische Duo Leroy Carr und Scrapper Blackwell nimmt das Lied How Long, How Long Blues auf.

## Instrumental- und Vokalmusik (Auswahl)
- Kurt Atterberg: Die 6. Sinfonie, die sog. „Dollarsinfonie“, wird am 15. Oktober in Köln uraufgeführt.
- Béla Bartók: 2 Rhapsodien für Violine und Orchester; 4. Streichquartett
- Hanns Eisler: Kominternlied
- Paul Graener: Quartett (op. 80); Comedietta (op. 82); Raabe-Lieder (op. 83)
- Erich Wolfgang Korngold: Baby-Serenade op. 24
- Carl Nielsen: Klarinettenkonzert op. 57; Bøhmisk-dansk Folketone (Böhmisch-dänische Volksweise), Paraphrase für Streicher; Preludio e presto für Violine solo op. 52; Drei Klavierstücke op. 59
- Ludolf Nielsen: Der Reisekamerad, Ballett op. 54
- Sergei Prokofjew: 3. Sinfonie (komponiert 1928, Uraufführung 1929); Amerikanische Ouvertüre für 17 Instrumente, op. 42, unveröffentlicht

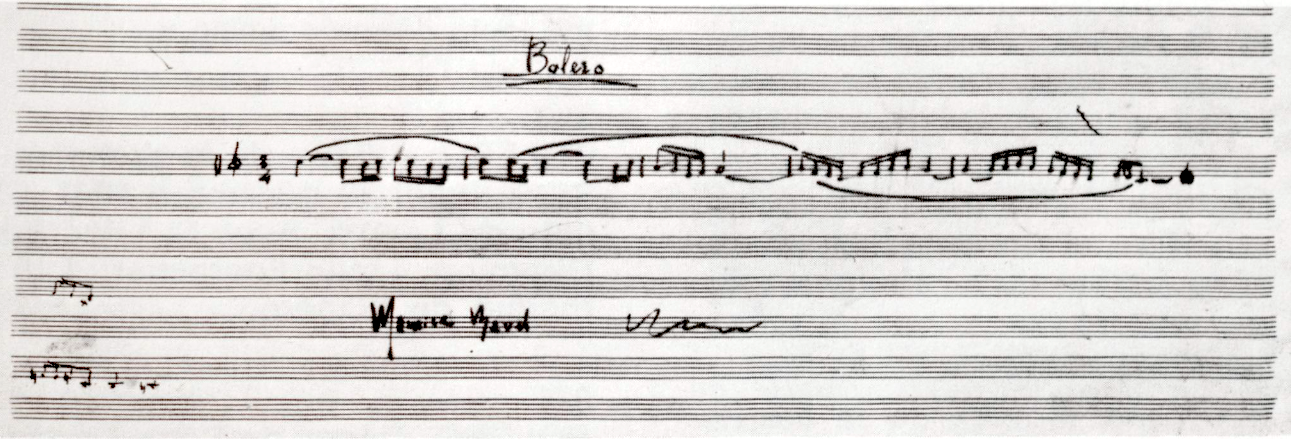
Thema des Boléro im Autograph Maurice Ravels

- Maurice Ravel: Boléro, eines der am meisten gespielten Orchesterwerke überhaupt
- Ottorino Respighi: Feste Romane, Sinfonische Dichtung – 1928 entstanden, 1929 uraufgeführt; Toccata
- Richard Strauss: Gesänge des Orients – Nachdichtungen aus dem Persischen und Chinesischen von Hans Bethge op. 77
- Ralph Vaughan Williams: Te Deum G-Dur für Chor und Orchester (Orgel)

## Musiktheater
- 18. Februar: Am Neuen Theater Leipzig wird die Oper Der Zar läßt sich photographieren von Kurt Weill uraufgeführt.
- 02. März: Uraufführung der Operette Der Gatte des Fräuleins von Paul Abraham in Budapest.
- 05. April: Uraufführung der Operette Die Herzogin von Chicago von Emmerich Kálmán am Theater an der Wien in Wien.
- 15. April: Die Oper Frühlings Erwachen von Max Ettinger nach dem gleichnamigen Stück von Frank Wedekind wird in Leipzig uraufgeführt.
- 29. Mai: Uraufführung der Operette Frühlingsmädel von Franz Lehár im Neuen Theater am Zoo in Berlin (Überarbeitung der Operette Frühling aus dem Jahr 1922).
- 06. Juni: Uraufführung der Oper Die ägyptische Helena von Richard Strauss und Hugo von Hofmannsthal in Dresden.
- 31. August: Uraufführung der Dreigroschenoper von Kurt Weill und Bertolt Brecht in Berlin.

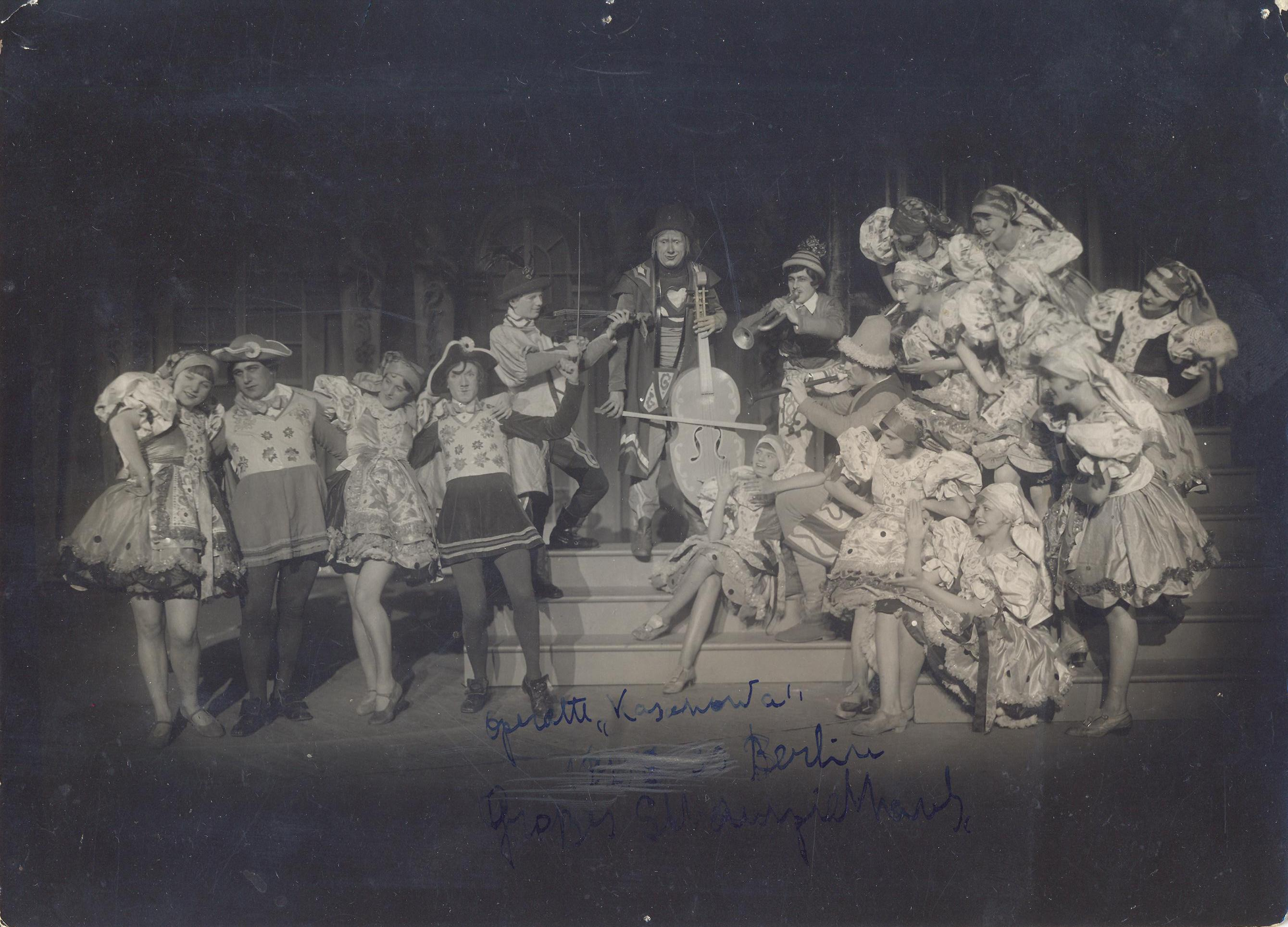
Die Comedian Harmonists geben am 28. September 1928 ihr Debüt im Berliner Großen Schauspielhaus als Pausenunterhalter in der Operette Casanova.

- 01. September: Uraufführung der Operette Casanova von Ralph Benatzky nach Motiven der Operette Cagliostro in Wien von Johann Strauss (Sohn).
- 08. September: Uraufführung der Oper Vikerlased von Evald Aav am Nationaltheater Estland in Tallinn.
- 04. Oktober: Im Metropol Theater in Berlin wird die Operette Friederike von Franz Lehár mit Richard Tauber in der Rolle des jungen Goethe uraufgeführt. Das Libretto stammt von Ludwig Herzer und Fritz Löhner-Beda.
- 10. Dezember: Uraufführung der Oper in vier Akten Der singende Teufel von Franz Schreker (Musik und Libretto) in der Staatsoper Unter den Linden in Berlin.
- 13. Dezember: Das Musical Ein Amerikaner in Paris von George Gershwin wird in der Carnegie Hall in New York City uraufgeführt.
- 14. Oktober: Die Oper Tyll von Mark Lothar wird unter der musikalischen Leitung von Ernst Praetorius und mit Walter Favre und Priska Aich in den Hauptrollen am Deutschen Nationaltheater in Weimar uraufgeführt.
- 01. Dezember: Uraufführung der Oper  Die schwarze Orchidee von Eugen d’Albert in Leipzig.
- 22. Dezember: Uraufführung der Operette Jettchen Gebert von Walter Kollo.

Weitere Bühnenwerksuraufführungen und Filmmusik

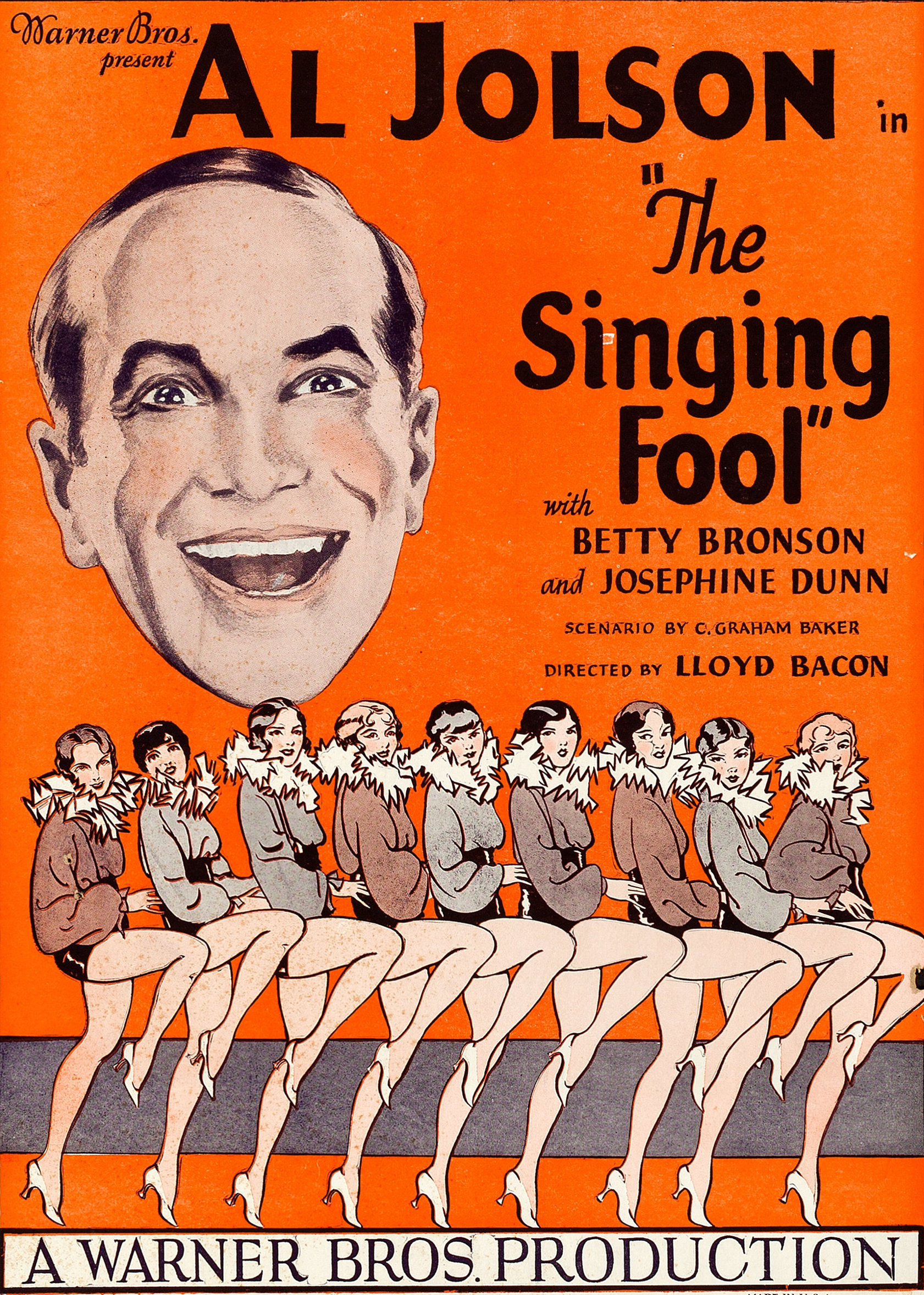
Lloyd Bacon – Der singende Narr

- Oscar Straus:  Marietta (Operette); Hochzeit in Hollywood (Operette)
- Eduard Künneke: Die singende Venus (Operette); Eine Nacht in London (Filmmusik)
- George Gershwin: Rosalie (Musical)
- Leo Ascher: La Barberina (Operette)
- Julius Bittner: Mondnacht (Oper)
- Paul Abraham: Zenebona, (Operette) Gemeinschaftswerk mit anderen Komponisten; Das letzte Verebély-Mädchen (Operette)

## Gründungen
- Teosto – Verwertungsgesellschaft der Komponisten, Texter, Musikarrangeure und Musikverleger in Finnland

## Film
- Der Musikant von Lichtental – österreichischer Stummfilm über das Leben des Komponisten Franz Schubert
- Der singende Narr – früher US-amerikanischer Tonfilm von Lloyd Bacon mit Al Jolson in der Titelrolle

## Neuveröffentlichungen (Auswahl)

### Lieder und Kompositionen
| Lied                            | Text                 | Musik                        | Erstinterpret                                     | Label | Veröffentlichung | Genre                   | Weitere Informationen                        |
| ------------------------------- | -------------------- | ---------------------------- | ------------------------------------------------- | ----- | ---------------- | ----------------------- | -------------------------------------------- |
| Last Night When We Were Young   | E. Y. Harburg        | Harold Arlen                 | Lawrence Tibbett                                  |       | 1928             | Jazz                    | Jazzstandard                                 |
| Makin’ Whoopee                  | Gus Kahn             | Walter Donaldson             | Eddie Cantor                                      |       | 1928             | Jazz                    | für die Broadway-Show Whoopee! geschrieben   |
| Sonny Boy                       | José Martí           | Buddy DeSylva, Ray Henderson | Al Jolson                                         |       | 1928             | Filmsong                | für den Tonfilm The Singing Fool geschrieben |
| Softly, as in a Morning Sunrise | Oscar Hammerstein II | Sigmund Romberg              | Nat Shilkret & The Troubadors feat. Franklyn Baur |       | 1928             | Operette, Jazz, Hardbop | für die Operette The New Moon komponiert     |

## Geboren

### Januar
- 01. Januar: Hans Foletti, Schweizer Jazzmusiker († 2015)
- 02. Januar: Tiberiu Olah, rumänischer Komponist († 2002)
- 02. Januar: Wolfgang Sauer, deutscher Jazz- und Schlagersänger († 2015)
- 03. Januar: Rob Pronk, niederländischer Jazz-Bandleader, Arrangeur, Pianist und Komponist († 2012)
- 07. Januar: Emilio Pericoli, italienischer Sänger († 2013)
- 08. Januar: Joseph Pach, kanadischer Geiger
- 08. Januar: Luther Perkins, US-amerikanischer Gitarrist († 1968)
- 08. Januar: Roland Ploeger, deutscher Komponist († 2004)
- 09. Januar: Domenico Modugno, italienischer Sänger und Songwriter († 1994)
- 11. Januar: Will Brandes, deutscher Schlagersänger († 1990)
- 11. Januar: Andréa Guiot, französische Opernsängerin († 2021)
- 11. Januar: Cal Massey, US-amerikanischer Jazzkomponist und -trompeter († 1972)
- 12. Januar: Tommy Spurlin, US-amerikanischer Rockabilly-Musiker († 2005)
- 14. Januar: Joe Muranyi, ungarisch-US-amerikanischer Jazzmusiker († 2012)
- 15. Januar: François Pantillon, Schweizer Chorleiter und Komponist († 2025)
- 16. Januar: Pilar Lorengar, spanische Sopranistin († 1996)
- 17. Januar: Jean Barraqué, französischer Komponist († 1973)
- 19. Januar: Joan Regan, britische Pop-Sängerin († 2013)
- 21. Januar: Brenton Langbein, australischer Geiger, Dirigent und Komponist († 1993)

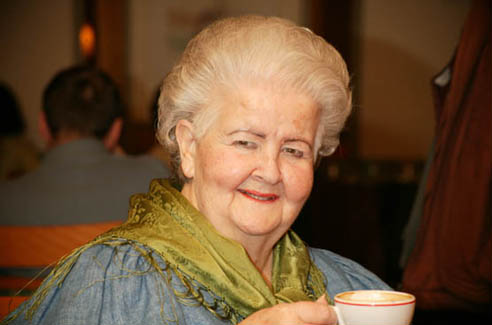
Trude Mally; * 21. Januar

- 21. Januar: Trude Mally, österreichische Sängerin und Dudlerin († 2009)
- 22. Januar: Wolfram Gehring, deutscher Organist
- 22. Januar: Philipp Otto Naegele, deutsch-amerikanischer Geiger, Bratscher und Musikwissenschaftler († 2011)

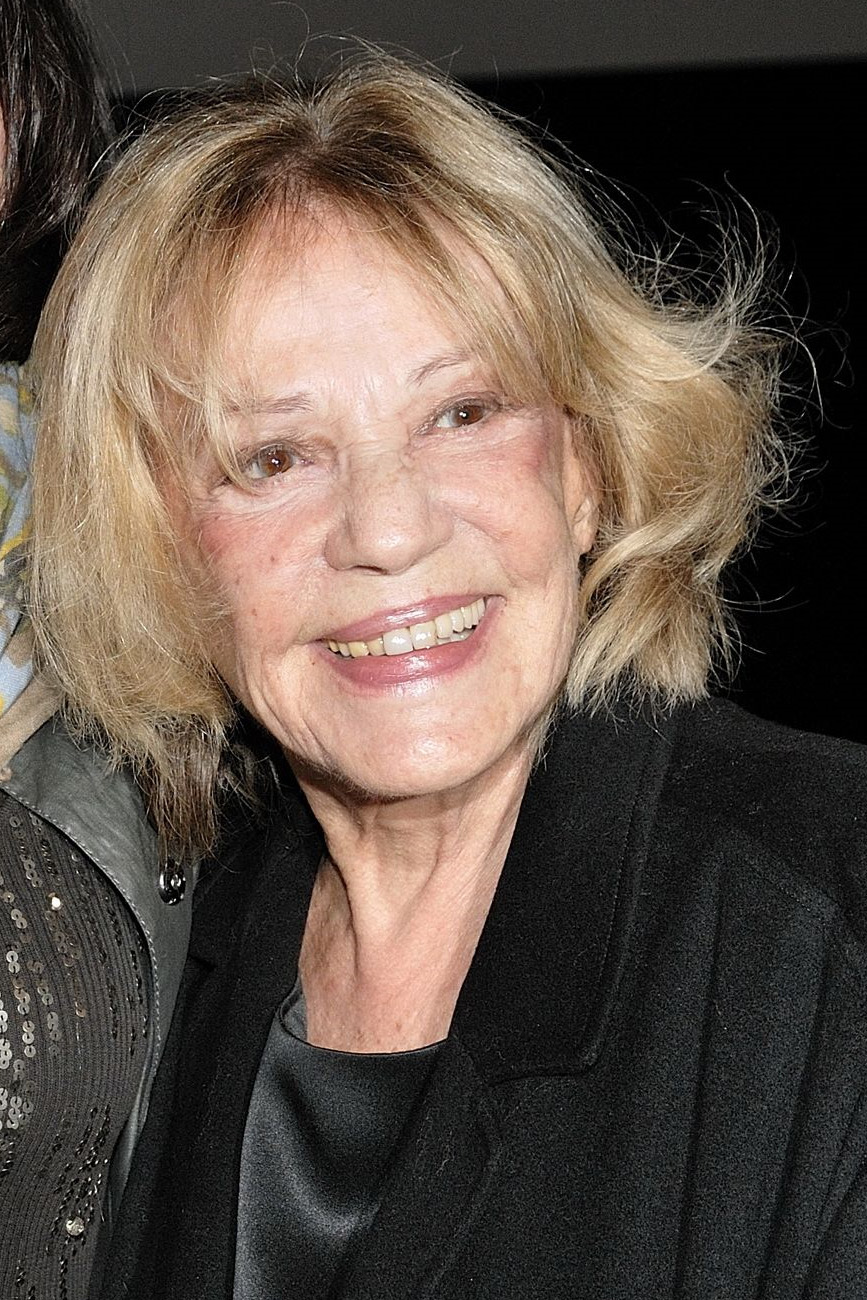
Jeanne Moreau; * 23. Januar

- 23. Januar: Jeanne Moreau, französische Schauspielerin, Filmregisseurin und Sängerin († 2017)
- 25. Januar: Elizabeth Kingdon, US-amerikanische Opernsängerin (Sopran) († 2021)
- 27. Januar: Jean-Michel Damase, französischer Komponist († 2013)
- 29. Januar: Bengt Hambraeus, schwedischer Komponist, Organist und Musikwissenschaftler († 2000)
- 30. Januar: Ruth Brown, US-amerikanische Rhythm-and-Blues-Sängerin († 2006)
- 30. Januar: Dorothy Love Coates, US-amerikanische Gospelmusikerin († 2002)
- 30. Januar: Hans-Bernhard Hoch, deutscher Kantor und Kirchenmusikdirektor († 2020)

### Februar
- 01. Februar: Jean Aubain, französischer Komponist († 2015)
- 01. Februar: Debbie Dean, US-amerikanische Sängerin und Songwriterin († 2001)
- 08. Februar: Osian Ellis, britischer klassischer Harfenist, Komponist und Hochschullehrer († 2021)
- 08. Februar: Siegfried Fink, deutscher Schlagzeuger und Komponist († 2006)
- 09. Februar: Rolf Apreck, deutscher Kammer- und Opernsänger († 1989)
- 10. Februar: Nelson Pinedo, kolumbianischer Sänger († 2016)

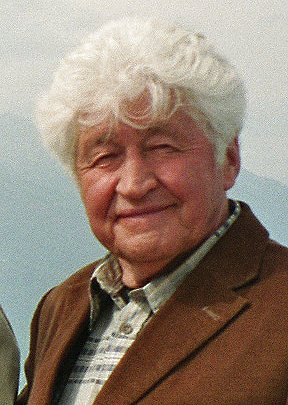
Gotthilf Fischer; * 11. Februar

- 11. Februar: Gotthilf Fischer, deutscher Chorleiter († 2020)
- 11. Februar: Conrad Janis, US-amerikanischer Schauspieler und Jazz-Posaunist († 2022)
- 12. Februar: Andreas E. Beurmann, deutscher Musikwissenschaftler, Komponist und Physiker († 2016)
- 12. Februar: James Cohn, US-amerikanischer Komponist († 2021)
- 12. Februar: Horst Köbbert, deutscher Sänger und Moderator († 2014)
- 13. Februar: Gerald Fried, US-amerikanischer Komponist und Musiker († 2023)
- 15. Februar: Joel Rosen, US-amerikanischer klassischer Pianist († 1998)
- 16. Februar: Porfi Jiménez, venezolanischer Komponist, Arrangeur und Bandleader († 2010)
- 16. Februar: Patty McGovern, US-amerikanischer Pop- und Jazzmusikerin († 2024)
- 17. Februar: Tom Jones, US-amerikanischer Musical-Texter († 2023)
- 20. Februar: Osvaldo Berlingieri, argentinischer Tangopianist und -komponist († 2015)
- 24. Februar: Juan Allende-Blin, chilenischer Komponist
- 24. Februar: Jo Erens, niederländischer Volkssänger († 1955)

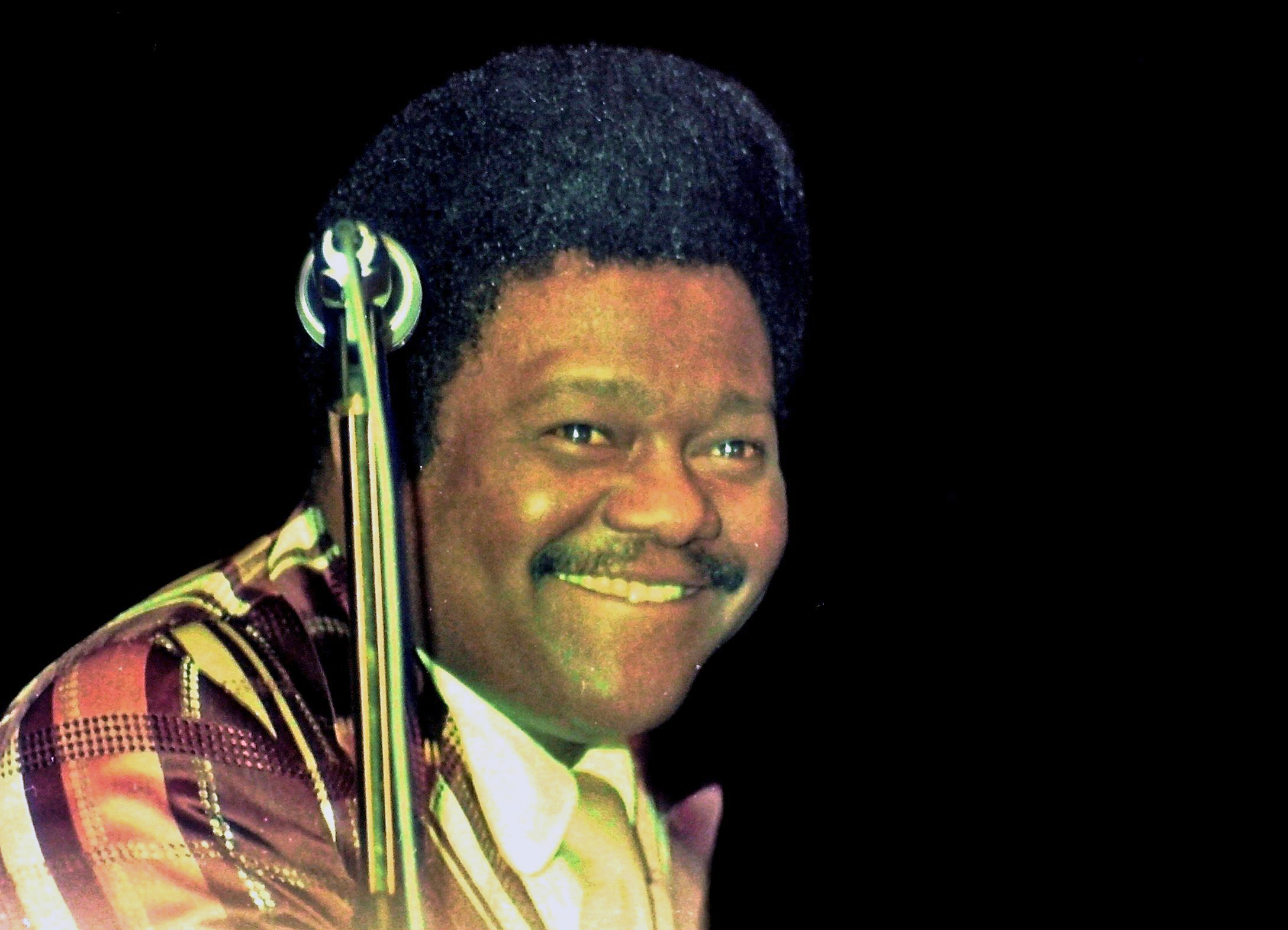
Fats Domino; * 26. Februar

- 26. Februar: Fats Domino, US-amerikanischer Pianist, Sänger und Songwriter († 2017)
- 26. Februar: Monique Leyrac, kanadische Sängerin und Schauspielerin († 2019)
- 27. Februar: René Clemencic, österreichischer Musikwissenschaftler, Dirigent, Komponist, Organist, Cembalist und Blockflötist († 2022)
- 28. Februar: Elena Burke, kubanische Sängerin († 2002)
- 28. Februar: Tito Reyes, argentinischer Tangosänger und -dichter († 2007)
- 29. Februar: Edna Little, kanadische Chorleiterin und Musikpädagogin

### März
- 03. März: Pierre Michelot, französischer Jazzmusiker und Komponist († 2005)
- 03. März: Robert Münster, deutscher Musikwissenschaftler († 2021)
- 04. März: Samuel Adler, deutsch-US-amerikanischer Komponist und Dirigent
- 06. März: Kaoru Chiba, japanischer Hornist († 2008)
- 08. März: Frank Michael Beyer, deutscher Komponist und Dirigent († 2008)
- 08. März: Jacqueline Richard, kanadische Pianistin, Korrepetitorin und Dirigentin († 2015)
- 12. März: Philip Jones, englischer Trompeter und Gründer des Philip Jones Brass Ensemble († 2000)

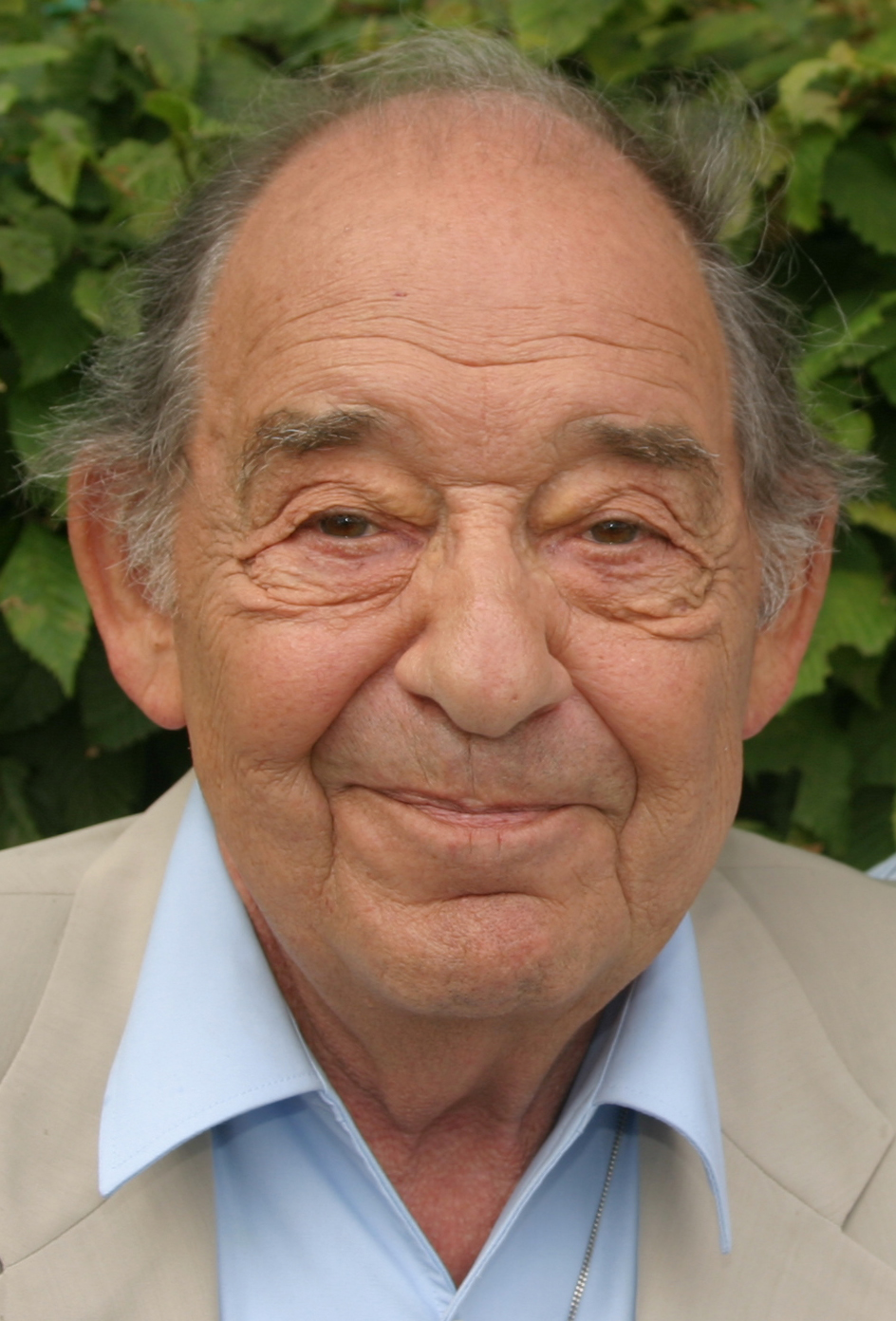
Paul Kuhn; * 12. März

- 12. März: Paul Kuhn, deutscher Pianist, Bandleader und Sänger († 2013)
- 12. März: Aldemaro Romero, venezolanischer Komponist und Dirigent († 2007)

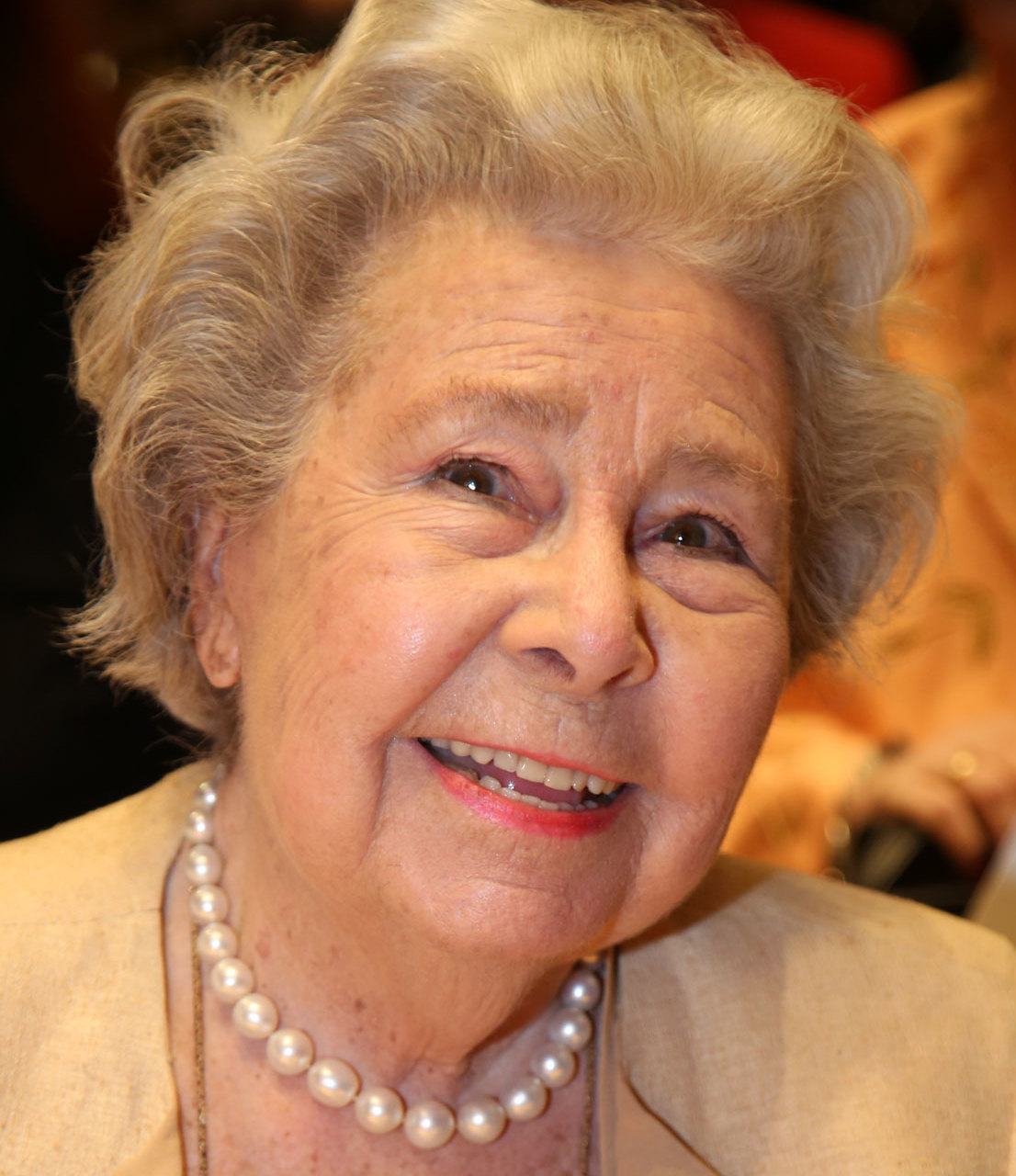
Christa Ludwig; * 16. März

- 16. März: Christa Ludwig, deutsche Opern- und Konzertsängerin († 2021)
- 17. März: Edino Krieger, brasilianischer Geiger, Komponist und Dirigent († 2022)
- 18. März: Virtú Maragno, argentinischer Komponist († 2004)
- 19. März: Egon Saßmannshaus, deutscher Violinist und Streichinstrumentpädagoge († 2010)
- 19. März: Hans Georg Zambona, deutscher Komponist, Pianist und Schriftsteller
- 21. März: Harold Betters, US-amerikanischer Jazzmusiker († 2020)
- 21. März: Valentin Gheorghiu, rumänischer Pianist und Komponist († 2023)
- 22. März: Doug Caldwell, neuseeländischer Jazzmusiker († 2022)
- 24. März: Byron Janis, US-amerikanischer Pianist, Komponist und Musikwissenschaftler († 2024)
- 25. März: Giorgio Azzolini, italienischer Jazzmusiker († 2024)
- 25. März: Nunzio Gallo, italienischer Sänger und Schauspieler († 2008)
- 28. März: Henk van Lijnschooten, niederländischer Komponist und Dirigent († 2006)
- 31. März: Lefty Frizzell, US-amerikanischer Country-Sänger († 1975)

### April
- 01. April: Harry Sheppard, US-amerikanischer Jazzmusiker (Vibraphon, auch Schlagzeug) († 2022)
- 02. April: Luis Correa, argentinischer Tangosänger († 1992)

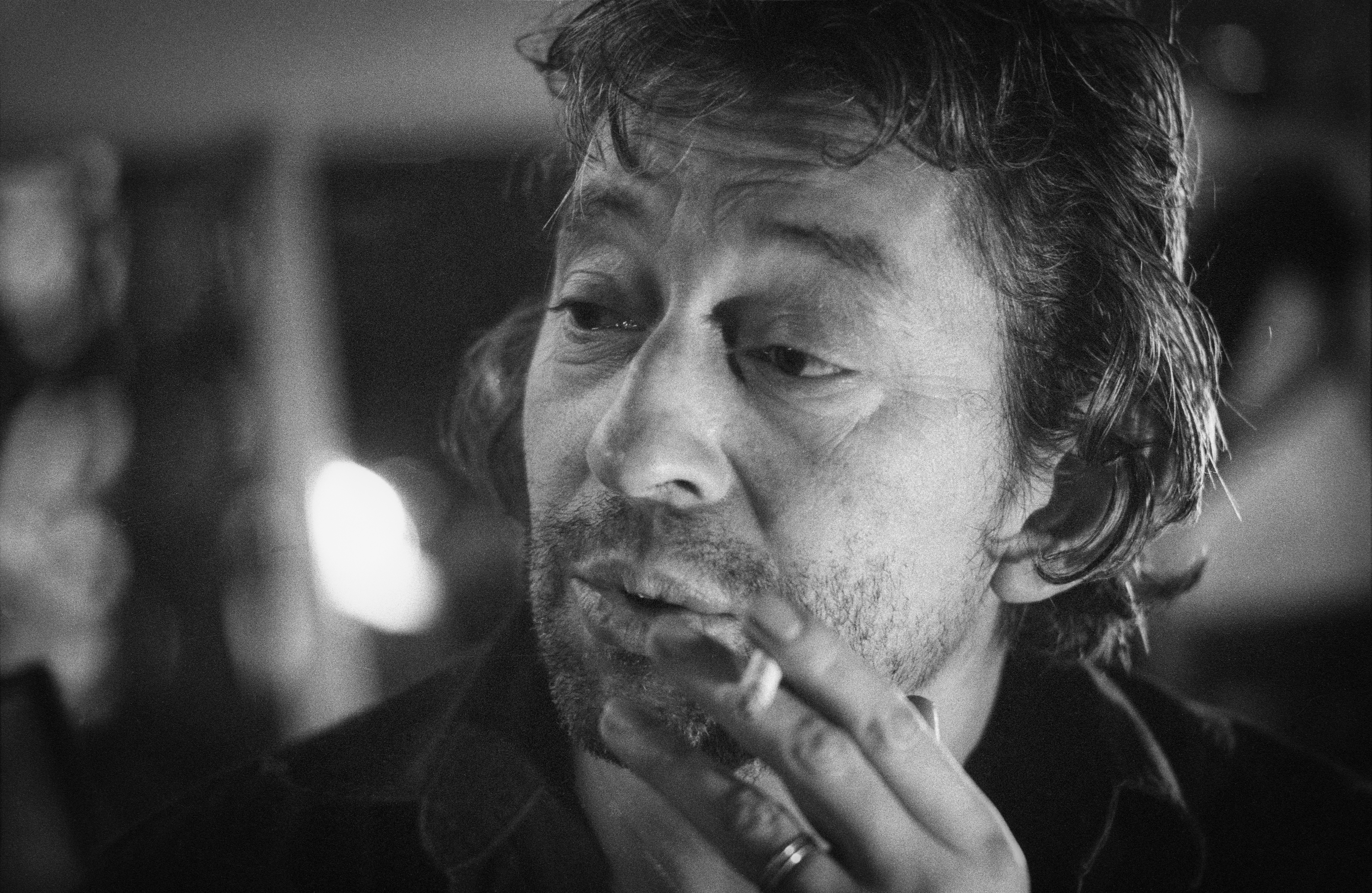
Serge Gainsbourg; * 2. April

- 02. April: Serge Gainsbourg, französischer Chansonnier († 1991)
- 02. April: Dolly Rathebe, südafrikanische Jazz- und Blues-Sängerin und Schauspielerin († 2004)
- 02. April: Alain Vanzo, französischer Opernsänger (Tenor) († 2002)
- 03. April: Don Gibson, US-amerikanischer Country-Sänger und Songschreiber († 2003)
- 04. April: Alfredo Armenteros, kubanischer Trompeter († 2016)
- 04. April: Simón Bajour, argentinischer Geiger und Tangomusiker polnisch-jüdischer Herkunft († 2005)
- 04. April: Monty Norman, britischer Komponist und Sänger († 2022)
- 05. April: James Milligan, kanadischer Sänger († 1961)
- 08. April: Willi Brokmeier, deutscher Opernsänger († 2024)
- 08. April: Fred Ebb, US-amerikanischer Songschreiber († 2004)
- 08. April: Alexander Rumpf, deutscher Dirigent († 1980)
- 09. April: Tom Lehrer, US-amerikanischer Sänger, Liedermacher, Satiriker und Mathematiker († 2025)
- 10. April: Rosco Gordon, US-amerikanischer Blues-Musiker († 2002)
- 13. April: Doug Bragg, US-amerikanischer Country- und Rockabilly-Musiker († 1973)
- 13. April: Teddy Charles, US-amerikanischer Jazzmusiker, Komponist und Musikproduzent († 2012)
- 14. April: Loren Driscoll, US-amerikanischer Sänger und lyrischer Tenor († 2008)
- 16. April: Rosa Umbetowna Dschamanowa, sowjetische bzw. kasachische Sopranistin und Hochschullehrerin († 2013)
- 16. April: Walter Grob, Schweizer Akkordeonist und Komponist († 2014)
- 17. April: Lütfiyar İmanov, aserbaidschanisch-sowjetischer Opernsänger, Musikpädagoge und Volkskünstler († 2008)
- 18. April: Ken Colyer, britischer Jazz- und Skifflemusiker († 1988)

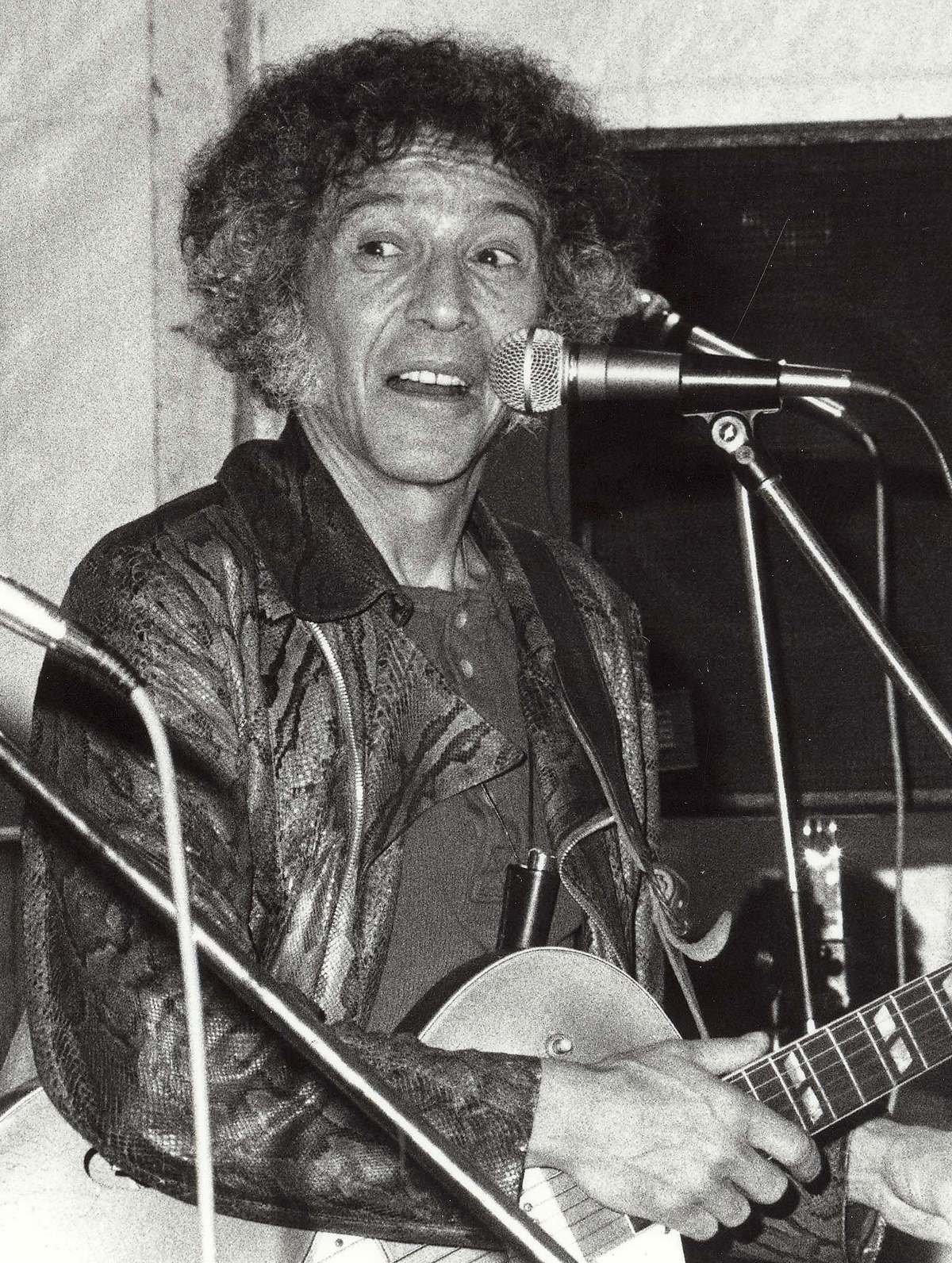
Alexis Korner; * 19. April

- 19. April: Alexis Korner, englischer Blues-Musiker († 1984)
- 23. April: Pierre Bouru, Schweizer Jazzmusiker (Schlagzeug) († 2023)
- 24. April: Johnny Griffin, US-amerikanischer Jazzmusiker († 2008)
- 25. April: Ángel Díaz, argentinischer Tangosänger († 1998)
- 27. April: Tamás Deák, ungarischer Komponist und Musiker († 2024)
- 28. April: Alberto Blancafort, spanischer Dirigent und Komponist († 2004)
- 29. April: Hanspeter Scherr, deutscher Komponist und Chorleiter († 1983)

### Mai
- 03. Mai: Dave Dudley, US-amerikanischer Country-Sänger († 2003)
- 04. Mai: Maynard Ferguson, kanadischer Jazz-Trompeter und Flügelhornist († 2006)
- 04. Mai: Günter Gerlach, deutscher Kirchenmusiker, Schulmusiker und Komponist († 2003)
- 04. Mai: Margaret Kohn, US-amerikanische Pianistin und Musikpädagogin
- 06. Mai: Winfried Petersen, deutscher Organist, Domkantor und evangelischer Landeskirchenmusikdirektor († 2018)
- 08. Mai: Nora Nova, deutsch-bulgarische Schlagersängerin († 2022)
- 08. Mai: William Sydeman, US-amerikanischer Komponist und Musikpädagoge († 2021)
- 09. Mai: Páll Pampichler Pálsson, österreichisch-isländischer Komponist, Dirigent, Chorleiter, Instrumentalist und Musiklehrer († 2023)
- 10. Mai: Stefan von Dobrzynski, deutscher Jazzmusiker (Klarinette, Saxophon, Flöte) († 2021)

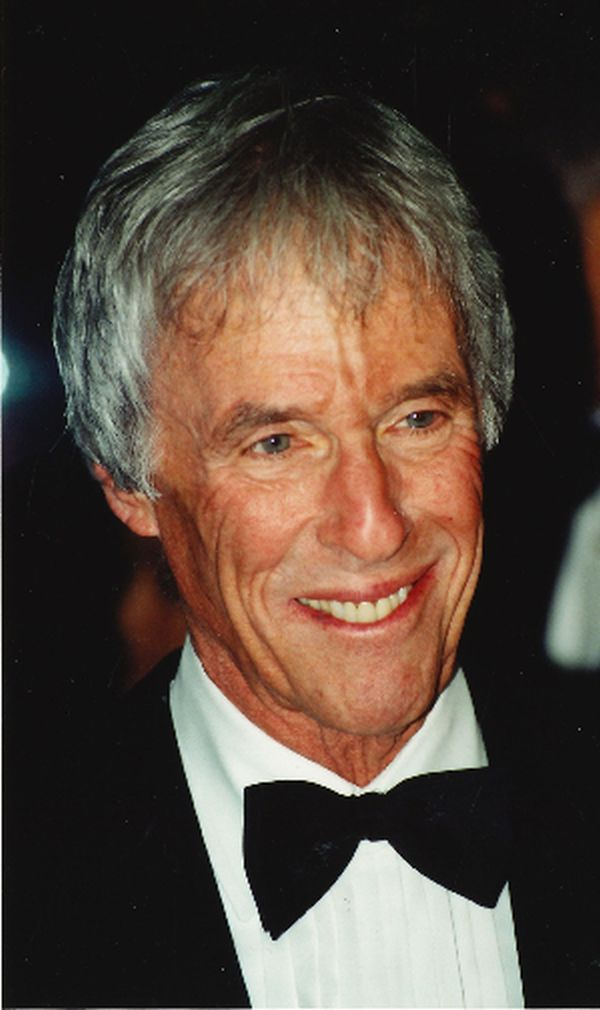
Burt Bacharach; * 12. Mai

- 12. Mai: Burt Bacharach, US-amerikanischer Pianist und Komponist († 2023)
- 12. Mai: Gabriele von Glasow, deutsche Malerin, Gesangspädagogin und Sängerin († 2004)
- 14. Mai: Brian Macdonald, kanadischer Balletttänzer, Choreograph und Opernregisseur († 2014)
- 16. Mai: Zlata Tcaci, sowjetisch-moldauische Komponistin († 2006)
- 20. Mai: Al Aronowitz, US-amerikanischer Musikjournalist († 2005)
- 23. Mai: Hans Blum, deutscher Komponist, Texter, Musikproduzent und Sänger († 2024)
- 23. Mai: Rosemary Clooney, US-amerikanische Schauspielerin und Sängerin († 2002)
- 23. Mai: Pauline Julien, kanadische Sängerin und Schauspielerin († 1998)
- 26. Mai: Arlene Pach, kanadische Pianistin und Musikpädagogin († 2000)
- 28. Mai: Dennis Armitage, britischer Jazz-Pianist, Saxophonist und Maler († 2005)
- 29. Mai: Freddie Redd, US-amerikanischer Jazzpianist († 2021)
- 29. Mai: Josef Zilch, deutscher Dirigent und Komponist († 2024)

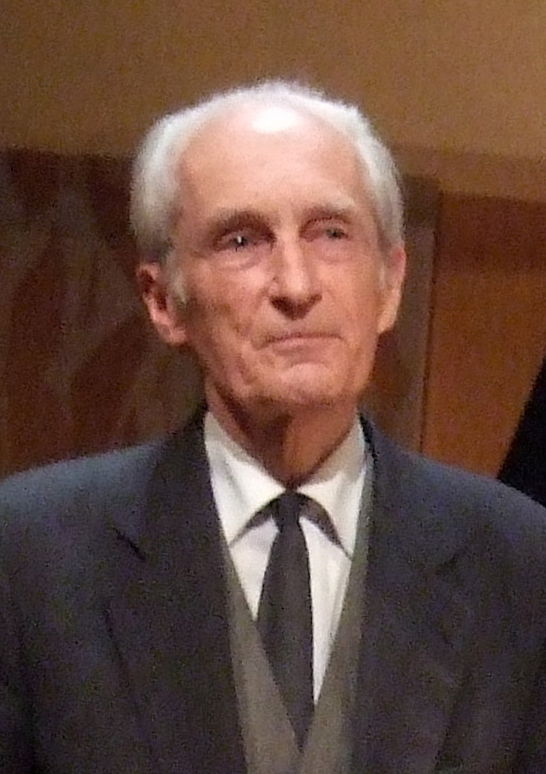
Gustav Leonhardt; * 30. Mai

- 30. Mai: Gustav Leonhardt, niederländischer Musiker († 2012)
- 31. Mai: Eva Maria Rogner, Schweizer Opernsängerin († 2022)

### Juni
- 02. Juni: Sylvan Fox, US-amerikanischer Journalist, Buchautor und Pulitzer-Preisträger († 2007)
- 02. Juni: Erzsi Kovács, ungarische Sängerin († 2014)
- 03. Juni: Beryl Kimber, australische Violinistin († 2022)
- 07. Juni: Anthony Ortega, US-amerikanischer Jazz-Musiker (Bassklarinette, Klarinette, Saxophon und Flöte), Bandleader und Komponist († 2022)
- 07. Juni: Charles Strouse, US-amerikanischer Komponist († 2025)
- 08. Juni: Jiří Dvořáček, tschechischer Komponist, Organist und Hochschullehrer († 2000)
- 09. Juni: Jacob Siskind, kanadischer Musikkritiker († 2010)
- 10. Juni: Valéria Botka, ungarische Chorleiterin († 2013)
- 10. Juni: Carl Dahlhaus, deutscher Musikwissenschaftler († 1989)
- 12. Juni: Vic Damone, US-amerikanischer Sänger und Schauspieler († 2018)
- 12. Juni: Richard M. Sherman, US-amerikanischer Komponist und Songwriter († 2024)
- 13. Juni: Renée Morisset, kanadische Pianistin († 2009)
- 13. Juni: Lafayette Thomas, US-amerikanischer Bluessänger und Gitarrist († 1977)
- 14. Juni: Josef Auer, deutscher Jazzmusiker († 2013)

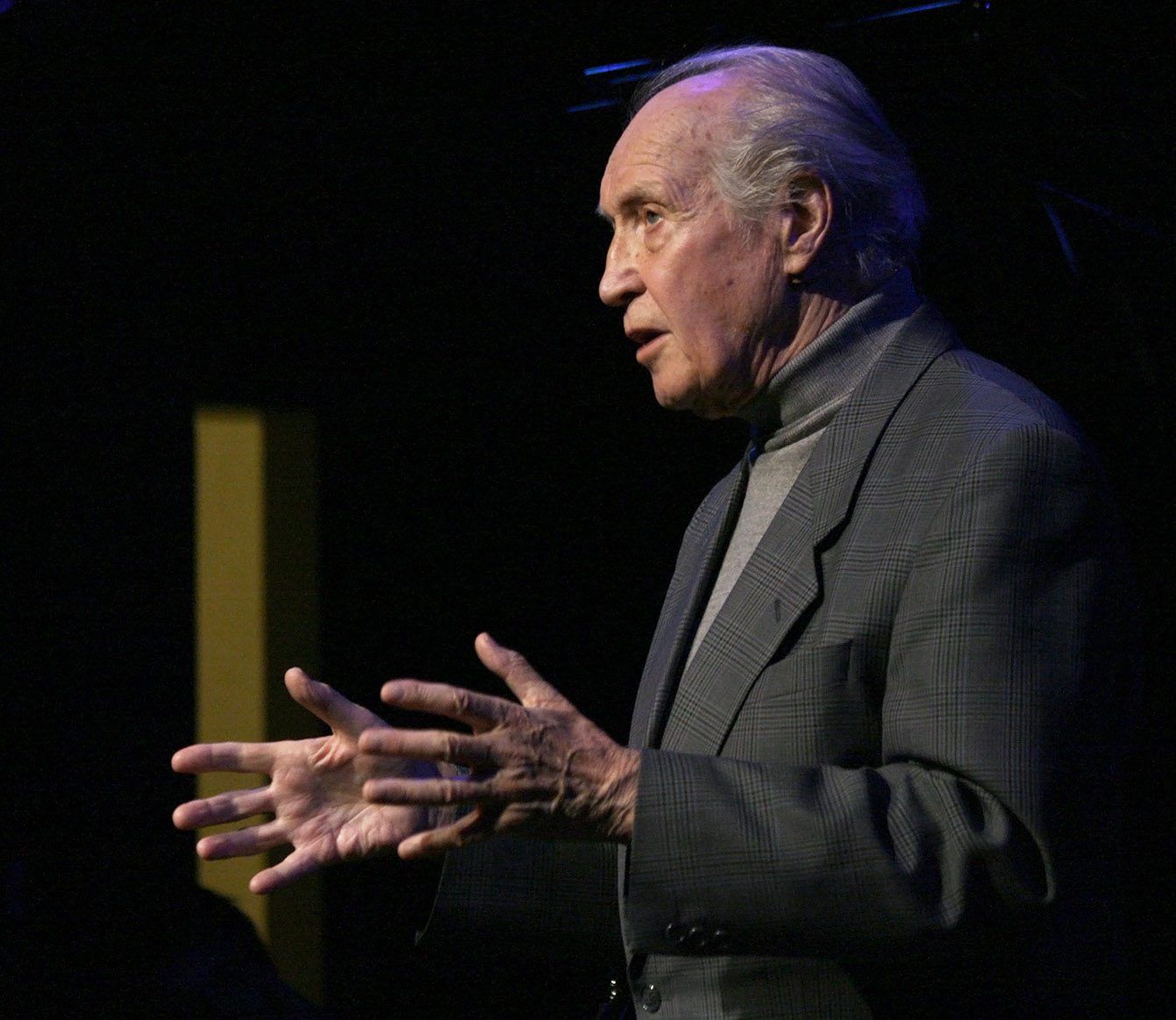
Ernst Stankovski; * 16. Juni

- 16. Juni: Ernst Stankovski, österreichischer Schauspieler, Chansonnier und Quizmaster († 2022)
- 17. Juni: Mignon Dunn, US-amerikanische Opernsängerin und Gesangspädagogin
- 18. Juni: Conrad von der Goltz, deutscher Violinist († 2023)
- 20. Juni: Eric Dolphy, US-amerikanischer Jazzmusiker († 1964)
- 20. Juni: Miloš Vacek, tschechischer Komponist, Dirigent und Organist († 2012)
- 21. Juni: Mona Baptiste, Schlagersängerin († 1993)
- 25. Juni: Ilse Rieth, deutsche Chorleiterin († 2021)
- 26. Juni: Jacob Druckman, US-amerikanischer Komponist und Musikpädagoge († 1996)
- 28. Juni: Paul Urmuzescu, rumänischer Komponist († 2018)

### Juli
- 02. Juli: Line Renaud, französische Sängerin und Schauspielerin
- 06. Juli: Gene Cipriano, US-amerikanischer Saxophonist († 2022)
- 07. Juli: Jimmy Sedlar, US-amerikanischer Jazz- und Unterhaltungsmusiker (Trompete) († 2025)
- 09. Juli: Kurt Anton Hueber, österreichischer Komponist und Pädagoge († 2008)
- 09. Juli: Julián Plaza, argentinischer Tangokomponist und Arrangeur, Bandoneonist und Pianist († 2003)
- 14. Juli: Manfred Schmidt, deutscher Sänger (Tenor)
- 16. Juli: Bella Davidovich, US-amerikanische Pianistin
- 16. Juli: Manfred Kluge, deutscher Komponist und Kirchenmusiker († 1971)
- 17. Juli: Vince Guaraldi, US-amerikanischer Jazzmusiker, Pianist und Komponist († 1976)
- 18. Juli: Carl Fontana, US-amerikanischer Jazzposaunist († 2003)
- 19. Juli: Werner Drexler, deutscher Pianist, Komponist und Orchesterleiter
- 19. Juli: Michael Wieck, deutscher Violinist und Autor († 2021)
- 20. Juli: Peter Ind, britischer Jazzmusiker († 2021)
- 21. Juli: Max Pinchard, französischer Komponist und Musikwissenschaftler († 2009)
- 22. Juli: George Dreyfus, deutsch-australischer Komponist
- 22. Juli: Dave Kamien, US-amerikanischer Jazzmusiker, Kopist und Dirigent († 2023)

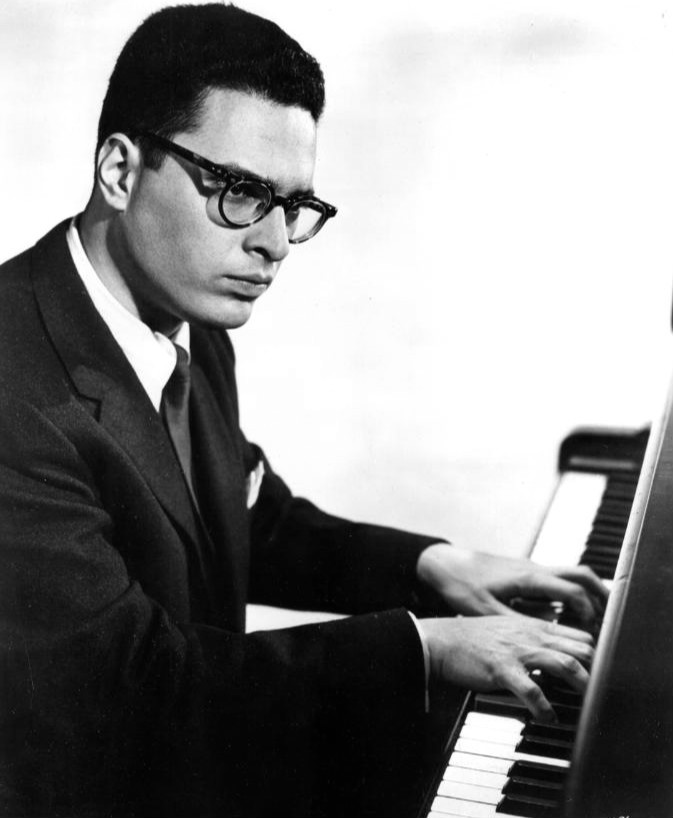
Leon Fleisher; * 23. Juli

- 23. Juli: Leon Fleisher, US-amerikanischer Pianist († 2020)
- 23. Juli: Bill Lee, US-amerikanischer Komponist und Bassist des Modern Jazz († 2023)
- 24. Juli: Antanas Rekašius, litauischer Komponist († 2003)
- 26. Juli: Tadeusz Baird, polnischer Komponist († 1981)
- 26. Juli: Joseph Jackson, US-amerikanischer Manager, Produzent und Vater der Jackson-Familie († 2018)
- 28. Juli: Adrian Rațiu, rumänischer Komponist und Musikpädagoge († 2005)
- 28. Juli: Michel Trempont, belgischer Opernsänger († 2021)
- 29. Juli: Pat Hawes, britischer Jazzmusiker (Piano) († 2017)
- 29. Juli: Mary Simmons, kanadische Sängerin
- 30. Juli: Chris Howland, britischer Schlagersänger, Radio- und Fernsehmoderator, Schauspieler und Buchautor († 2013)

### August
- 01. August: Helmuth Herold, deutscher Interpret und Lehrmeister der Mundharmonika († 2001)
- 04. August: Harald Neukirch, deutscher Opernsänger († 2011)
- 05. August: Edgar Rabsch, deutscher Organist, Chorleiter und Komponist († 1990)
- 07. August: Helen Vita, deutsche Chansonniere, Schauspielerin und Kabarettistin († 2001)
- 08. August: Lubor Bárta, tschechischer Komponist († 1972)
- 08. August: Don Burrows, australischer Jazzmusiker († 2020)
- 08. August: Simón Díaz, venezolanischer Komponist und Sänger, Comedian, Schauspieler und Fernsehmoderator († 2014)
- 08. August: Evaldo Gouveia, brasilianischer Sänger, Komponist und Gitarrist († 2020)
- 08. August: Vilayat Khan, indischer Sitarvirtuose († 2004)
- 09. August: Camilla Wicks, US-amerikanisch-norwegische Geigerin und Musikpädagogin († 2020)
- 10. August: Jimmy Dean, US-amerikanischer Country-Musiker († 2010)
- 10. August: Eddie Fisher, US-amerikanischer Sänger und Entertainer († 2010)
- 10. August: Franz Lehrndorfer, deutscher Organist und Musikprofessor († 2013)
- 10. August: Jesús Pinzón Urrea, kolumbianischer Komponist, Dirigent und Musikethnologe († 2016)
- 11. August: Lucho Gatica, chilenischer Sänger († 2018)
- 11. August: Stan Kesler, US-amerikanischer Sessionmusiker (Steelgitarrist und Bassist) († 2020)
- 16. August: Carlo Cava, italienischer Opernsänger († 2018)
- 18. August: Barbara Strzelecka, polnische Cembalistin, Musikwissenschaftlerin und Komponistin
- 19. August: Peter C. Steiner, deutscher Cellist († 2003)
- 21. August: Art Farmer, US-amerikanischer Jazz-Trompeter († 1999)

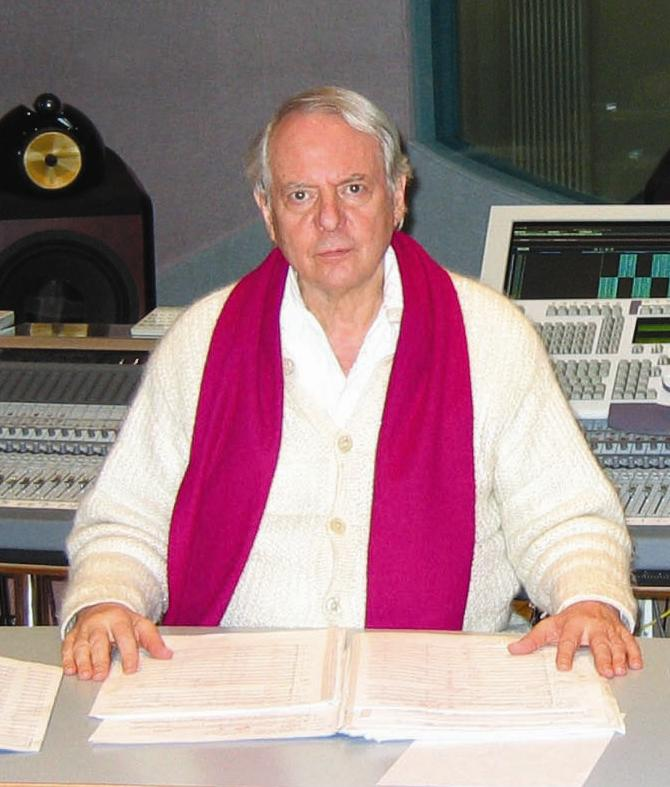
Karlheinz Stockhausen; * 22. August

- 22. August: Karlheinz Stockhausen, deutscher Komponist († 2007)
- 23. August: Robert Marvin Abramson, US-amerikanischer Pianist, Dirigent, Komponist, Autor und Musikpädagoge († 2008)
- 24. August: Karlheinz Zöller, deutscher Flötist († 2005)
- 25. August: Karl Korte, US-amerikanischer Komponist und Musikpädagoge († 2022)
- 25. August: Juan Román Padilla, spanischer Gitarrenbauer († 2018)
- 26. August: Andrew Porter, britischer Musikkritiker und -wissenschaftler († 2015)
- 27. August: Witali Michailowitsch Bujanowski, russischer Hornist, Musikprofessor und Komponist († 1993)
- 28. August: Bill Cronk, US-amerikanischer Jazzmusiker († 2000)
- 29. August: Wolodymyr Apatskyj, ukrainischer Fagottist († 2018)
- 29. August: Wolfram Iwer, deutscher Organist, Kirchenmusiker und Musikpädagoge († 2020)
- 31. August: Marie-Brigitte Gauthier-Chaufour, französische Komponistin († 2001)

### September
- 01. September: Edwin Kowalik, polnischer Pianist, Publizist und Komponist († 1997)
- 01. September: George Maharis, US-amerikanischer Sänger und Schauspieler († 2023)

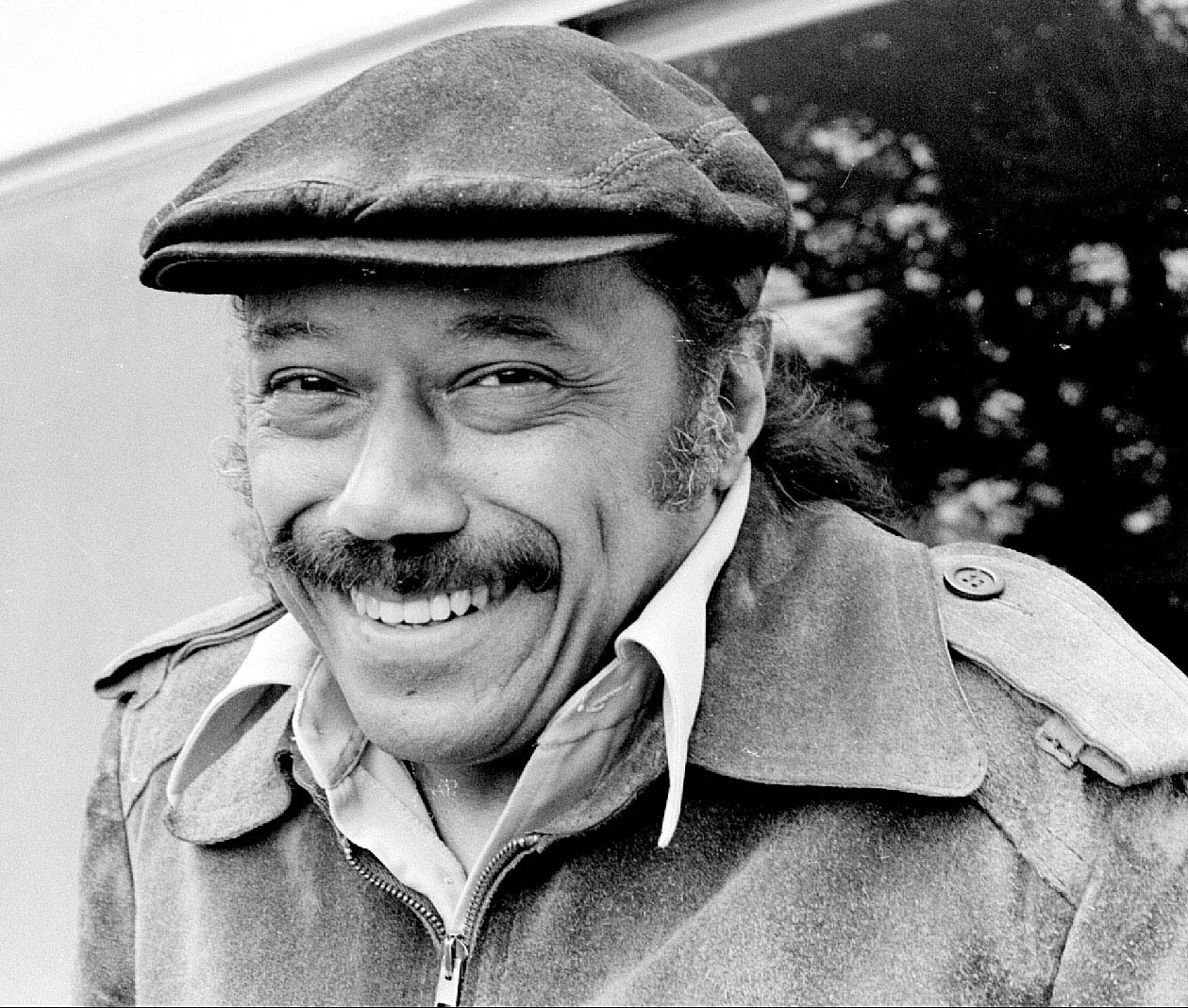
Horace Silver; * 2. September

- 02. September: Horace Silver, US-amerikanischer Jazzpianist und -komponist († 2014)
- 02. September: Miloslav Ištvan, tschechischer Komponist und Musikpädagoge († 1990)
- 05. September: Thomas Fredrickson, US-amerikanischer Kontrabassist und Komponist († 2017)

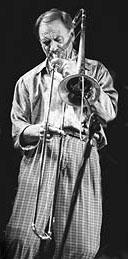
Albert Mangelsdorff; * 5. September

- 05. September: Albert Mangelsdorff, deutscher Jazz-Posaunist († 2005)
- 06. September: Jewgeni Swetlanow, russischer Dirigent, Komponist und Pianist († 2002)
- 10. September: Gaston Arel, kanadischer Organist und Musikpädagoge († 2021)
- 11. September: Earl Holliman, US-amerikanischer Schauspieler, Tierschützer und Sänger († 2024)
- 15. September: Cannonball Adderley, US-amerikanischer Jazz-Saxophonist († 1975)
- 17. September: Aubrey Cagle, US-amerikanischer Rockabilly-Musiker und Label-Besitzer († 2004)
- 18. September: Chester Gill, barbadisch-schweizerischer Jazzmusiker, Komponist und Chorleiter († 2003)
- 21. September: Frank Bencriscutto, US-amerikanischer Komponist und Musikpädagoge († 1997)
- 22. September: Monique Deschaussées, französische Pianistin, Musikwissenschaftlerin und Musikpädagogin († 2022)
- 26. September: Jack Fine, US-amerikanischer Jazzmusiker († 2021)
- 28. September: Koko Taylor, US-amerikanische Blues-Sängerin († 2009)

### Oktober
- 02. Oktober: Ted Nichols, US-amerikanischer Komponist, Arrangeur, Dirigent und Musikpädagoge
- 03. Oktober: Erik Bruhn, dänischer Balletttänzer (1986)
- 04. Oktober: Torben Ulrich, dänischer Musiker und Tennisspieler († 2023)
- 05. Oktober: Marjorie Finlay, US-amerikanische Opernsängerin († 2003)
- 06. Oktober: Gilles Baillargeon, kanadischer Geiger und Musikpädagoge († 2020)
- 06. Oktober: Alfred Hans Zoller, deutscher Komponist, Jazzpianist, Kantor und Organist († 2006)
- 09. Oktober: Einojuhani Rautavaara, finnischer Komponist († 2016)
- 10. Oktober: Junior Mance, US-amerikanischer Jazz-Pianist († 2021)
- 12. Oktober: Dschiwan Gasparjan, armenischer Instrumentalist und Komponist († 2021)
- 16. Oktober: Jannie Stalknecht, niederländische Jazzsängerin († 2017)
- 21. Oktober: Józef Kański, polnischer Musikkritiker
- 21. Oktober: Jef Penders, niederländischer Komponist und Dirigent († 2015)
- 21. Oktober: René Saorgin, französischer Organist († 2015)
- 21. Oktober: Joyce Wein, US-amerikanische Musik- und Festivalmanagerin († 2005)
- 26. Oktober: Peter Appleyard, kanadischer Jazzmusiker († 2013)
- 28. Oktober: Eduard Wollitz, deutscher Opernsänger (Bass) († 2022)

### November
- 01. November: Josef Hála, tschechischer Pianist, Cembalist und Musikpädagoge († 2019)
- 04. November: Larry Bunker, US-amerikanischer Jazzschlagzeuger († 2005)
- 05. November: Johann Rickert, jugoslawisch-deutscher Orgelbauer († 2002)
- 06. November: Marie Leonhardt, schweizerisch-niederländische Violinistin (Alte Musik) († 2022)
- 08. November: Claes-Göran Fagerstedt, schwedischer Jazzmusiker († 2015)
- 10. November: Marilyn Bergman, US-amerikanische Liedtexterin und Komponistin († 2022)

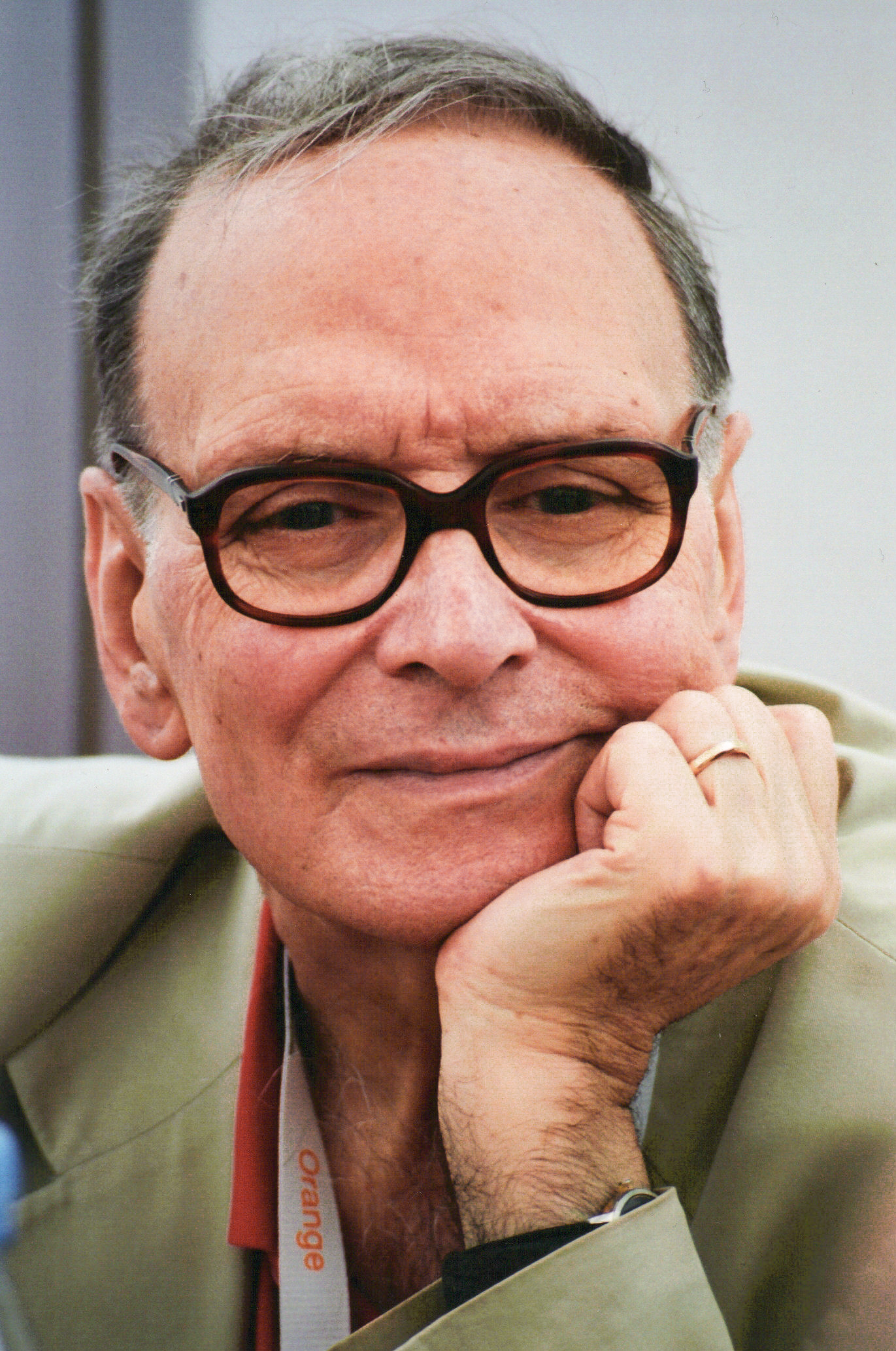
Ennio Morricone; * 10. November

- 10. November: Ennio Morricone, italienischer (Filmmusik)-Komponist und Dirigent († 2020)
- 10. November: Beppe Wolgers, schwedischer Schauspieler, Regisseur, Autor und Komponist († 1986)

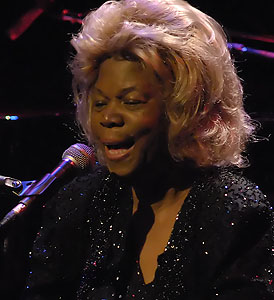
Ernestine Anderson; * 11. November

- 11. November: Ernestine Anderson, US-amerikanische Jazz- und Blues-Sängerin († 2016)
- 11. November: Domènec Cols i Puig, katalanischer katholischer Priester, Organist und Komponist († 2011)
- 11. November: Arthur Cunningham, US-amerikanischer Komponist († 1997)
- 12. November: Napoleón Dihmes, dominikanischer Operntenor († 2006)
- 13. November: Hampton Hawes, US-amerikanischer Jazzmusiker († 1977)
- 14. November: Bernabé Martí, spanischer Opernsänger († 2022)
- 15. November: C. W. McCall, US-amerikanischer Countrysänger († 2022)
- 15. November: Jerry Toth, kanadischer Jazzsaxophonist, -klarinettist und -flötist, Komponist und Arrangeur († 1999)
- 18. November: Sheila Jordan, US-amerikanische Jazz-Sängerin († 2025)
- 19. November: András Pernye, ungarischer Musikwissenschaftler († 1980)
- 23. November: Jerry Bock, US-amerikanischer Komponist († 2010)
- 25. November. Jimmy Johnson, US-amerikanischer Blues-Gitarrist und Sänger († 2022)
- 26. November: Heinz Walter, österreichischer Komponist und Klavierpädagoge († 2019)
- 27. November: Horst Gehann, deutscher Komponist, Dirigent, Organist, Cembalist, Musikverleger († 2007)
- 27. November: Rose-Marie Heimerdinger, deutsche Schlagersängerin
- 28. November: Yolande Fox, US-amerikanische Sängerin, Fotomodell und Frauenrechtsaktivistin († 2016)
- 29. November: Virginia López, puerto-ricanische Sängerin († 2024)
- 29. November: Hugo Wehr, deutscher Orgelbauer († 2000)

### Dezember
- 02. Dezember: Jörg Demus, österreichischer Pianist († 2019)
- 02. Dezember: Jimmy Haggett, US-amerikanischer Country- und Rockabilly-Musiker († 2000)
- 02. Dezember: Rita Paul, deutsche Schauspielerin und Sängerin († 2021)
- 04. Dezember: Frank Tiberi, US-amerikanischer Jazzmusiker
- 06. Dezember: Alan D. Abel, US-amerikanischer Schlagzeuger, Musikpädagoge, Hochschullehrer und Erfinder von Musikinstrumenten († 2020)
- 08. Dezember: Jimmy Smith, US-amerikanischer Jazz- und Bluesorganist († 2005)
- 10. Dezember: Hélène Martin, französische Chansonsängerin und -autorin († 2021)
- 10. Dezember: Michael Snow, kanadischer Filmkünstler, Maler, Musiker, Bildhauer und Schriftsteller († 2023)
- 12. Dezember: Lonesome Sundown, US-amerikanischer Bluesmusiker († 1995)
- 13. Dezember: Hugo Duval, argentinischer Tangosänger († 2003)
- 13. Dezember: Joe Messina, US-amerikanischer Jazz- und Studiomusiker († 2022)
- 13. Dezember: Nati Mistral, spanische Sängerin und Schauspielerin († 2017)
- 14. Dezember: Aníbal Abreu, venezolanischer Pianist, Arrangeur und Komponist († 2023)
- 15. Dezember: Ernie Ashworth, US-amerikanischer Country-Musiker († 2009)
- 17. Dezember: Zhou Guangren, chinesische Pianistin († 2022)
- 18. Dezember: Galt MacDermot, kanadischer Komponist († 2018)
- 22. Dezember: Piero Angela, italienischer Wissenschaftsjournalist, Fernsehmoderator und Buchautor († 2022)
- 23. Dezember: Buddy Harman, US-amerikanischer Schlagzeuger († 2008)
- 25. Dezember: Pepe Jara, mexikanischer Sänger († 2005)
- 25. Dezember: Heinrich Poos, deutscher Komponist († 2020)
- 26. Dezember: Rodolfo Galé, argentinischer Tangosänger († 1972)
- 28. Dezember: Noelle Barker, britische Sängerin und Gesangspädagogin († 2013)
- 28. Dezember: Kamilló Lendvay, ungarischer Komponist, Dirigent und Musikpädagoge († 2016)
- 28. Dezember: Ines Taddio, italienischstämmige Sängerin und Schauspielerin († 2021)
- 29. Dezember: Bernard Cribbins, britischer Schauspieler, Sänger und Synchronsprecher († 2022)
- 29. Dezember: Armando Gatto, italienischer Pianist und Dirigent († 2019)

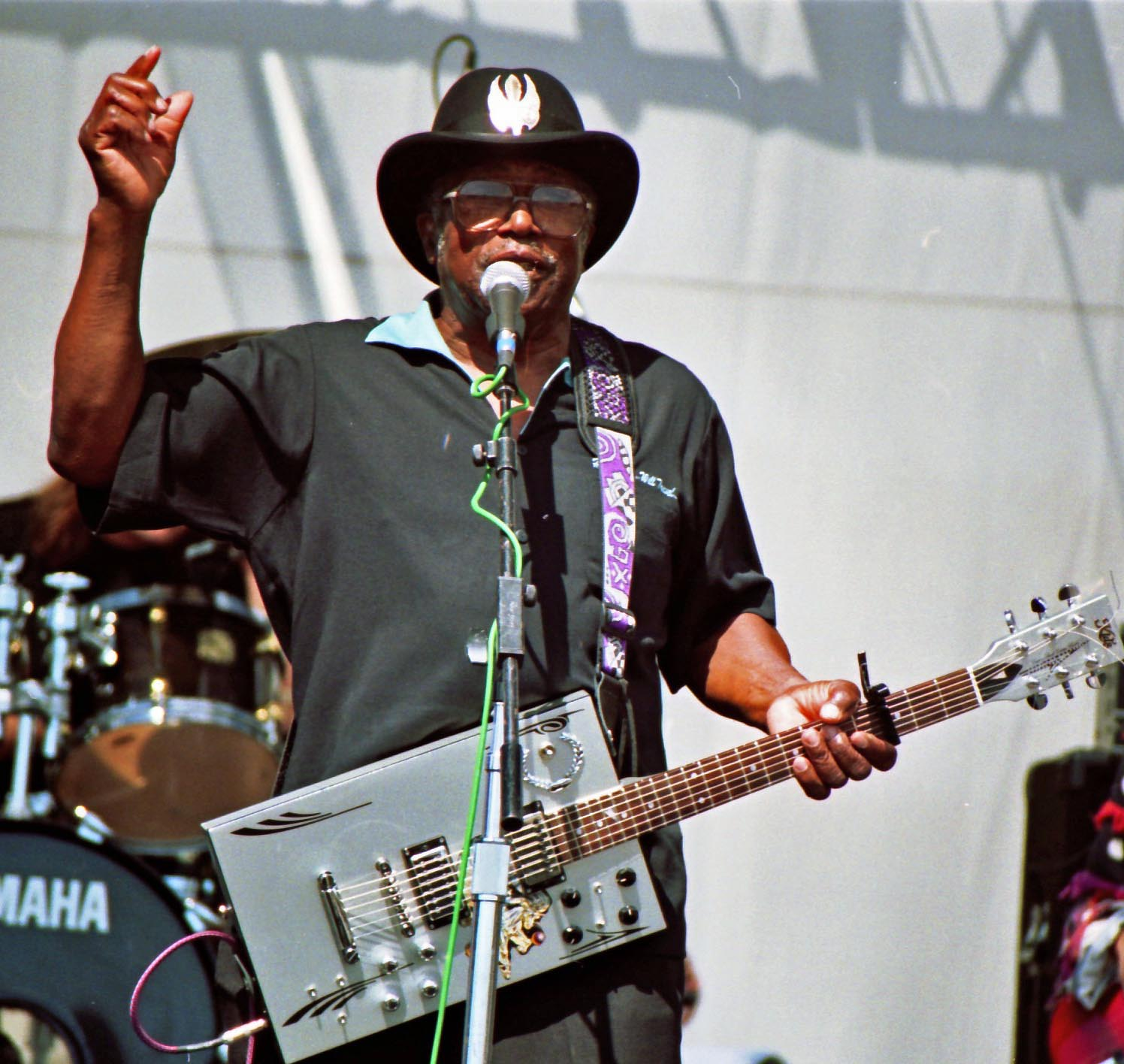
Bo Diddley; * 30. Dezember

- 30. Dezember: Bo Diddley, US-amerikanischer Musiker († 2008)

### Genaues Geburtsdatum unbekannt
- Art Daniels, US-amerikanischer Jazzmusiker († 2021)
- Danuta Dworakowska, polnische Pianistin und Musikpädagoge
- Gaby Fehling, deutsche Schauspielerin und Sängerin
- James Richard, Tontechniker († 2002)

### Geboren um 1928
- Elisabeth Roon, österreichische Sopranistin († um 1980)

## Gestorben

### Todesdatum gesichert
- 02. Januar: Mathieu Neumann, deutscher Komponist, Organist, Dirigent und Chorleiter (* 1867)
- 04. Februar: Theodor Salzmann, deutscher Lehrer, Sänger, Komponist und Herausgeber von Musiksammlungen (* 1854)
- 13. Februar: Nora Girardi, österreichische Operettensängerin und Schauspielerin (* 1897)
- 13. Februar: Édouard Nadaud, französischer klassischer Violinist und Musikpädagoge (* 1862)
- 01. März: Jacob Adolf Hägg, schwedischer Komponist (* 1850)
- 04. März: Franjo Vilhar Kalski, kroatischer Komponist (* 1852)
- 11. März: Georges Guiraud, französischer Komponist, Organist und Musikpädagoge (* 1868)
- 13. März: Laura Valborg Aulin, schwedische Komponistin (* 1860)
- 27. März: Gustav Ernst Abendroth, südafrikanischer Organist, Komponist und Dirigent deutscher Herkunft (* 1844)
- 27. März: Leslie Stuart, englischer Komponist (* 1864)

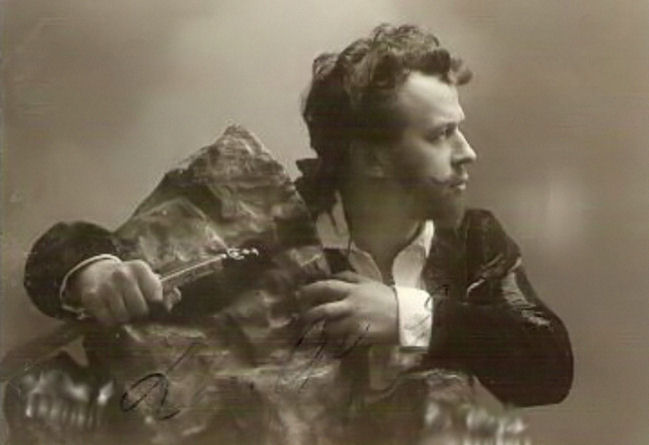
Fiorello Giraud; † 28. März

- 28. März: Fiorello Giraud, italienischer Opernsänger (* 1870)
- 18. April: Henryk Melcer-Szczawiński, polnischer Pianist, Dirigent, Komponist und Musikpädagoge (* 1869)
- 06. Mai: Juliusz Wertheim, polnischer Pianist, Komponist, Dirigent und Hochschullehrer (* 1880)
- 07. Mai: Aleksandr Spendiarjan, armenischer Komponist (* 1871)
- 11. Mai: Lilli (* 1897) und Emil Bohnke (* 1888), Musiker-Ehepaar
- 19. Mai: Henry Franklin Gilbert, US-amerikanischer Komponist (* 1868)
- 29. Mai: Calvin Brainerd Cady, US-amerikanischer Musikpädagoge (* 1851)
- 06. Juni: Heinrich G. Noren, österreichischer Komponist, Violinist und Musikpädagoge (* 1861)

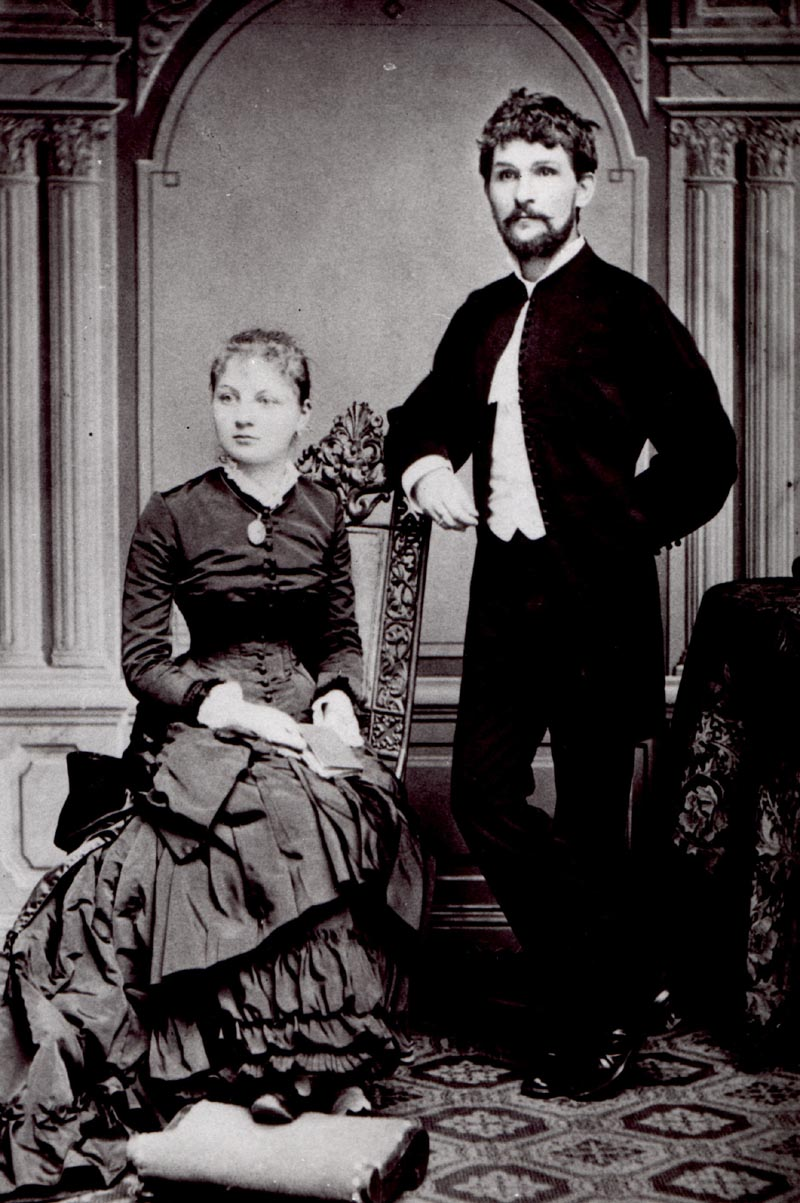
Leoš Janáček (rechts), † 12. August

- 12. Juni: Friedrich Stade, deutscher Musiker und Musikschriftsteller (* 1844)
- 17. Juni: Torgrim Castberg, norwegischer Geiger, Musiklehrer und Musikdirektor (* 1874)
- 21. Juni: Marie Novello, walisische Pianistin (* 1884)
- 30. Juni: Antonio Restori, italienischer romanischer Philologe und Musikwissenschaftler (* 1859)
- 10. Juli: Alberto Antonio Visetti, italienischer Pianist, Komponist und Gesangspädagoge (* 1846)
- 18. Juli: Mathilde Weckerlin, deutsche Opernsängerin (* 1848)
- 25. Juli: Wiktor Barabasz, polnischer Pianist, Dirigent und Musikpädagoge (* 1855)

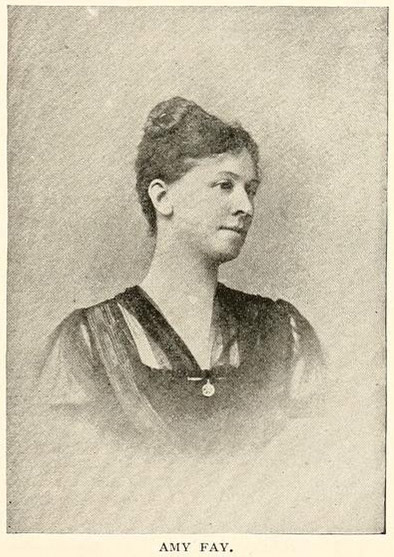
Amy Fay; † 9. November

- 12. August: Leoš Janáček, tschechischer Komponist (* 1854)
- 13. August: Fernand de La Tombelle, französischer Komponist und Organist (* 1854)
- 17. August: Emma Carelli, italienische Opernsängerin (* 1877)
- 20. September: Nikolai Fjodorowitsch Findeisen, russischer Musikwissenschaftler und Musikschriftsteller (* 1868)
- 07. November: Mattia Battistini, italienischer Opernsänger (* 1856)
- 09. November: Amy Fay, US-amerikanische Konzertpianistin und Managerin (* 1844)
- 10. November: Anita Berber, deutsche Tänzerin und Darstellerin (* 1899)
- 21. November: James Grun, britisch-deutscher Schriftsteller und Librettist (* 1868)
- 19. Dezember: Otto Petersilie, deutscher Orgelbauer (* 1852)
- 25. Dezember: Theodor von Frimmel, österreichischer Kunsthistoriker und Musikwissenschaftler (* 1853)

### Genaues Todesdatum unbekannt
- Julius Abel, deutscher Komponist und Pfarrer (* 1833)
- Ferdinand Molzer der Ältere, österreichischer Orgelbauer (* 1856)